# Aphaenogaster cavernicola
Aphaenogaster cavernicola är en myrart som beskrevs av Horace Donisthorpe 1938. Aphaenogaster cavernicola ingår i släktet Aphaenogaster och familjen myror. Inga underarter finns listade i Catalogue of Life.